# Rolf Kaiser (Anglist)
Oskar Rolf Kaiser (* 27. November 1909 in Berlin; † 27. November 1979 ebenda) war ein deutscher Anglist und Hochschullehrer.

## Leben und Wirken
Nach seiner 1929 absolvierten Reifeprüfung am Andreas-Realgymnasium Berlin studierte Rolf Kaiser Anglistik, Romanistik, Germanistik, Philosophie und Geistesgeschichte an der Universität Berlin. Dort promovierte er 1936 bei dem Anglisten und Literaturwissenschaftler Alois Brandl. Ab 1937 war er als wissenschaftlicher Assistent an dieser Universität tätig. Während des Zweiten Weltkriegs leistete er Militärdienst und geriet von 1945 bis 1949 in Kriegsgefangenschaft in der Sowjetunion und in Polen. Ab dem Wintersemester 1949/50 wurde er zunächst Lehrbeauftragter am Englischen Seminar der Freien Universität Berlin und 1962 Wissenschaftlicher Rat. Im Jahre 1963 erhielt er dort eine ordentliche Professur und wurde 1975 emeritiert. 
Als Wissenschaftler beschäftigte sich Kaiser mit Alt- und Mittelenglisch. 

## Veröffentlichungen
- Zur Geographie des mittelenglischen Wortschatzes (= Palaestra, Bd. 205). Mayer & Müller 1937 (= Dissertation Universität Berlin).
- (Hrsg.): Medieval English. An Old English and Middle English anthology. 3. erw. Aufl. Selbstverlag, Berlin 1961.